# (38028) 1998 QC20
1998 QC20 (asteroide 38028) é um asteroide da cintura principal. Possui uma excentricidade de 0.30303840 e uma inclinação de 16.90735º.
Este asteroide foi descoberto no dia 17 de agosto de 1998 por LINEAR em Socorro.